# Buteo nitidus
La poiana grigia (Buteo nitidus, Latham 1790) è un uccello della famiglia degli Accipitridi dell'ordine degli Accipitriformi.

## Sistematica
Buteo nitidus ha cinque sottospecie:
- B. nitidus nitidus
- B. nitidus blakei
- B. nitidus costaricensis
- B. nitidus maximus
- B. nitidus pallidus

## Distribuzione e habitat
Questo uccello è diffuso dagli Stati Uniti sud-occidentali e dal Messico fino alla Bolivia, al Brasile e all'Argentina centrale. È piuttosto comune a Trinidad e recentemente è stato avvistato anche a Tobago.